# Épinay-sur-Seine
Épinay-sur-Seine is een gemeente in het Franse departement Seine-Saint-Denis (regio Île-de-France). Épinay-sur-Seine telde op 1 januari 2022 53.564 inwoners, die Spinassien(ne)s worden genoemd. De plaats maakt deel uit van het arrondissement Saint-Denis.

## Geschiedenis
De plaats werd voor het eerst vermeld in de 7e eeuw. Koning Dagobert I had hier toen een koninklijke villa. 
Épinay was een landbouwdorp dat leefde van de wijnbouw en vanaf de 16e eeuw ook het verbouwen van groenten en graan. Deze producten werden over de Seine naar de markt van Parijs vervoerd. Vanaf de 17e eeuw bouwden rijke Parijzenaars hier hun buitenverblijven. De komst van de trein halfweg de 19e eeuw zorgde voor verstedelijking en de komst van de industrie. Er kwamen een glasfabriek (Schneider), voedselverwerkende nijverheid (Bannier, Mokarex) en ook een filmstudio (Éclair). Toch bleef er nog lange tijd ook tuinbouw in de gemeente. In 1918 besliste de gemeenteraad om de naam van de gemeente veranderen in Épinay-sur-Seine om verwarring met andere gemeenten met de naam Épinay te vermijden.
De sterke bevolkingsgroei na de Tweede Wereldoorlog zorgde voor een grote woningnood. Er kwamen hoogbouwwijken in de gemeente: Orgemont (1956), Les Presles (1964) en Les Écondeaux (1973). Tussen 1973 en 1989 werd het oude dorpscentrum gemoderniseerd.
Van 11 juni tot en met 13 juni 1971 vond hier het Congres van Épinay plaats, het belangrijkste partijcongres van de Franse Parti Socialiste.

## Geografie
Épinay-sur-Seine ligt aan de rechteroever van de Seine. De oppervlakte van Épinay-sur-Seine bedroeg op 1 januari 2022 4,57 vierkante kilometer; de bevolkingsdichtheid was toen 11.720,8 inwoners per km². In de gemeente liggen de spoorwegstations Épinay-sur-Seine en Épinay - Villetaneuse.
De onderstaande kaart toont de ligging van Épinay-sur-Seine met de belangrijkste infrastructuur en aangrenzende gemeenten.

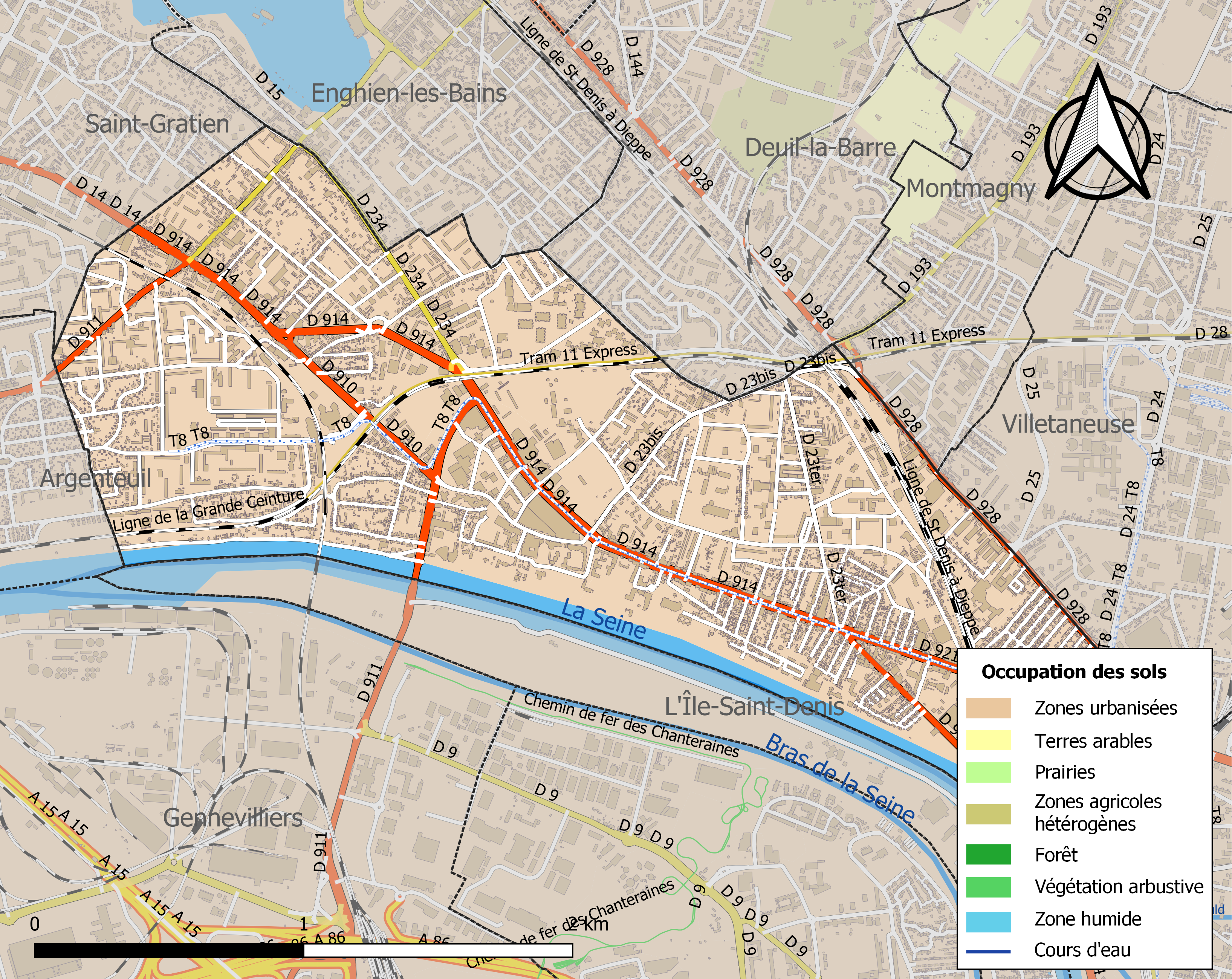

## Demografie
Na de Tweede Wereldoorlog groeide de bevolking sterk: van ongeveer 16.000 in 1945 naar ongeveer 30.000 in 1960. In de jaren 1990 stabiliseerde het bevokingaantal om daarna weer te groeien naar meer dan 55.000 in 2024. Onderstaande figuur toont het verloop van het inwonertal (bron: INSEE-tellingen).

## Bezienswaardigheden

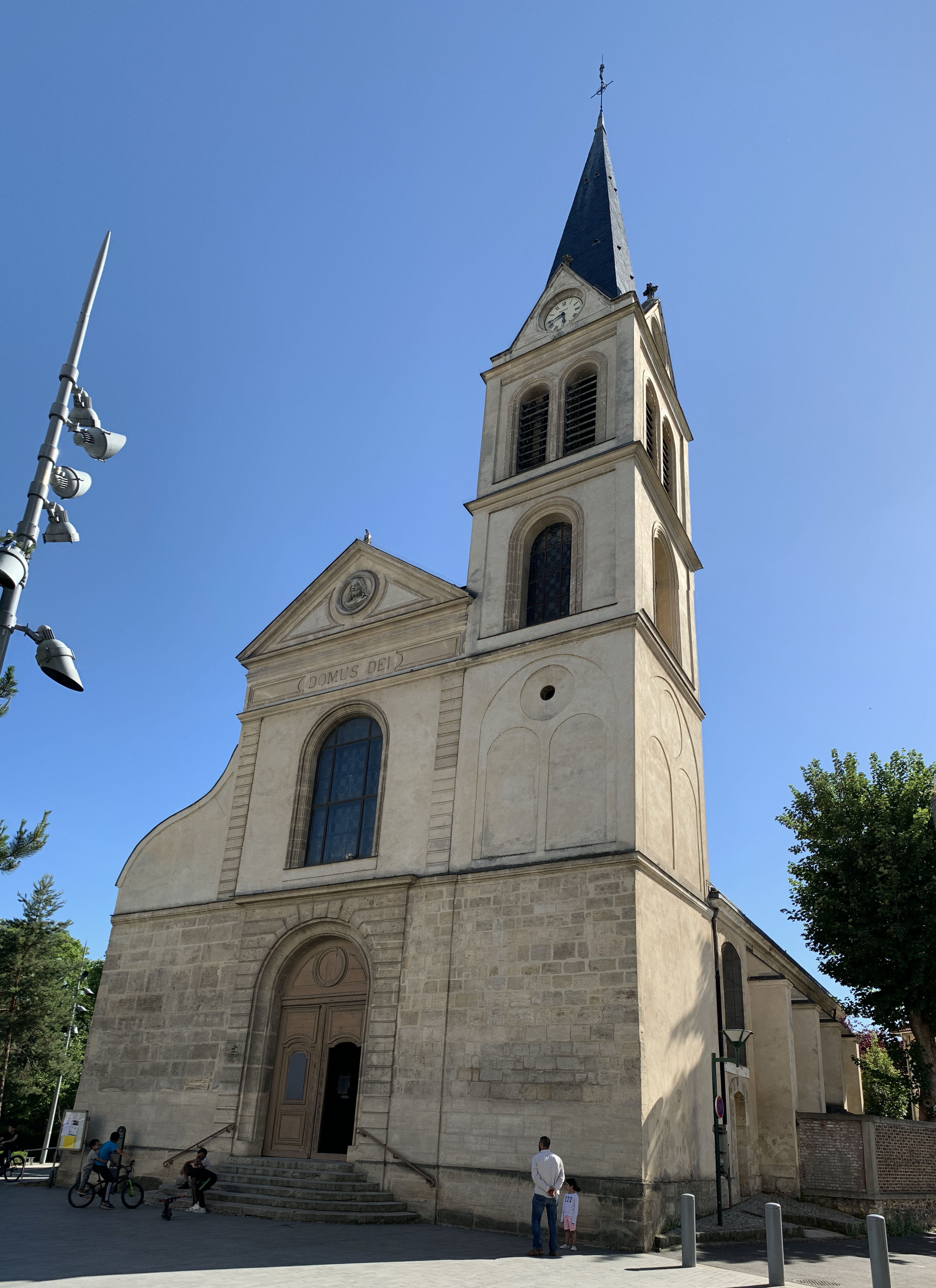
Kerk Saint-Médard

De oude dorpskerk, de Saint-Médard, is het oudste gebouw in de gemeente. Het kerkorgel dateert uit 1893. Het gemeentehuis is sinds 1908 gevestigd in het kasteel van Épinay. Dit werd in 1760 gebouwd in opdracht van de markies van Le Terrail. Frans van Assisi van Bourbon, koning-gemaal van Spanje, leefde hier in ballingschap en overleed hier. Het Parc Jean Monnet werd ontworpen als Engelse tuin door koninklijk architect Louis-Martin Berthault.
De gemeente telt drie tuindorpen, die in het eerste kwart van de 20e eeuw werden gebouwd om arbeiders te huisvesten: Chacun chez Soi, Blumenthal en Orgemont. De kerk Notre-Dame-des-Missions werd gebouwd in 1931 naar aanleiding van de Koloniale Tentoonstelling van Parijs. Het is een eclectisch gebouw, opgetrokken om de katholieke missies overzee te eren.

## Bekende inwoners

### Geboren
- Nicolas Joseph Maison (1770-1840), maarschalk
- Pascal Nouma (1972), voetballer
- Cédric Lécluse (1972), voetballer
- Eric Rabesandratana (1972), voetballer
- Karim Fellahi (1974), Frans-Algerijnse voetballer

### Overleden
- Dagobert I (603-638 of 639), koning der Franken
- Bernard Germain de Lacépède (1756-1825), natuuronderzoeker
- Frans van Assisi van Bourbon (1822-1902), koning van Spanje